# Axel F. Otterbach

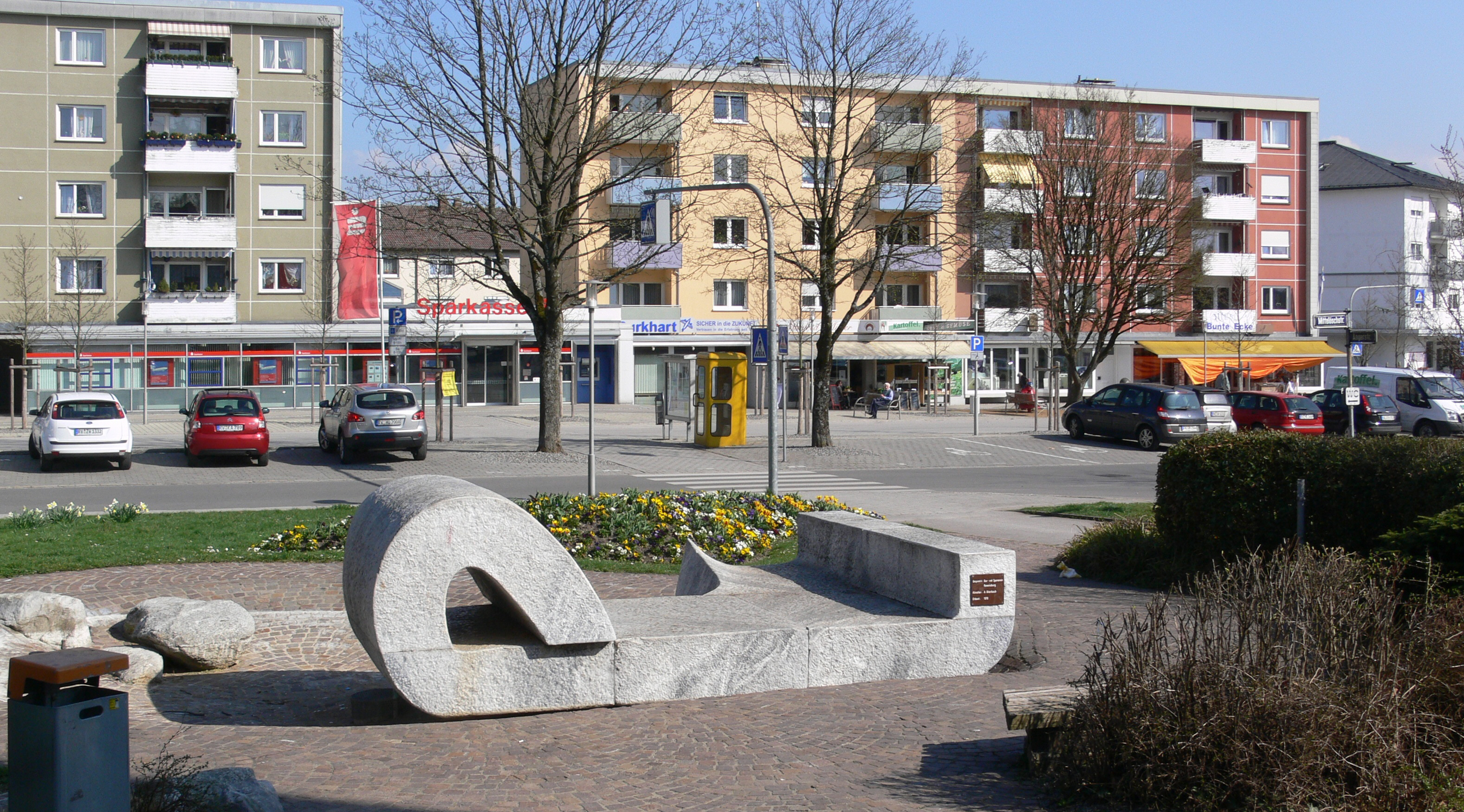
Brunnenskulptur in Ravensburg

Axel F. Otterbach (Isny im Allgäu, 1948) is een Duitse beeldhouwer.

## Leven en werk
Otterbach volgde van 1965 tot 1969 een opleiding tot steenbeeldhouwer aan de Fachschule für Kunsthandwerk und Gestaltung in München. Van 1973 tot 1976 gevolgd door een opleiding restauratie in Ulm. Met een beurs bezocht hij in 1979 Florence en Carrara en studeerde bij professor Carlo Nicoli.
Otterbach was van 1998 tot 2000 docent aan de Freie Kunstakademie van Mühlhofen aan het Bodenmeer. In 2000 startte hij zijn eigen beeldhouwopleiding Atelier/Schule Otterbach in Bad Waldsee-Osterhofen en was hij docent aan de Akademie für Gestaltung im Handwerk in Ulm.

## Werken (selectie)
- Brunnenskulptur - marmer (1979) in Ravensburg-Weststadt
- Skulptur - travertin (1984), Kurpark in Bad Waldsee
- Zwei Scheiben - marmer/staal (1987/88), bankgebouw in Ravensburg
- Fischer-, Flößer- und Gerberstein - marmer (1989), Fischerviertel in Ulm
- Drei Stelen - marmer (1989), beeldenroute Kunstpfad Universität Ulm in Ulm
- Brunnenskulptur - marmer (1990), Unterer Buchhornplatz in Friedrichshafen
- Weißenhorner Durchblick - marmer (1991) in Weißenhorn
- Ohne Titel - pietra dorata (1992), Comomeer (Italië)
- Brunnenskulptur - marmer (1993), Leutkirch im Allgäu
- Brunnenskulptur - marmer/staal (1994/95), Villingen-Schwenningen
- Brunnenanlage Wassertor - graniet/staal (1997), Herbertingen
- Zeitfeld - marmer (1998), Federseeklinik in Bad Buchau
- Zeitsprung - travertin (2000), Skulpturenfeld Oggelshausen in Oggelshausen
- Zwei Lichträume - marmer (2001) resp. (2002), Landratsamt Ravensburg
- Großer Lichtraum - marmer/staal (1996/2002), Landratsamt Bodenseekreis in Friedrichshafen
- Brunnengestaltung (2006), Federseeklinik in Bad Buchau
- Rotation - staal (2006), Memmingen

## Fotogalerij

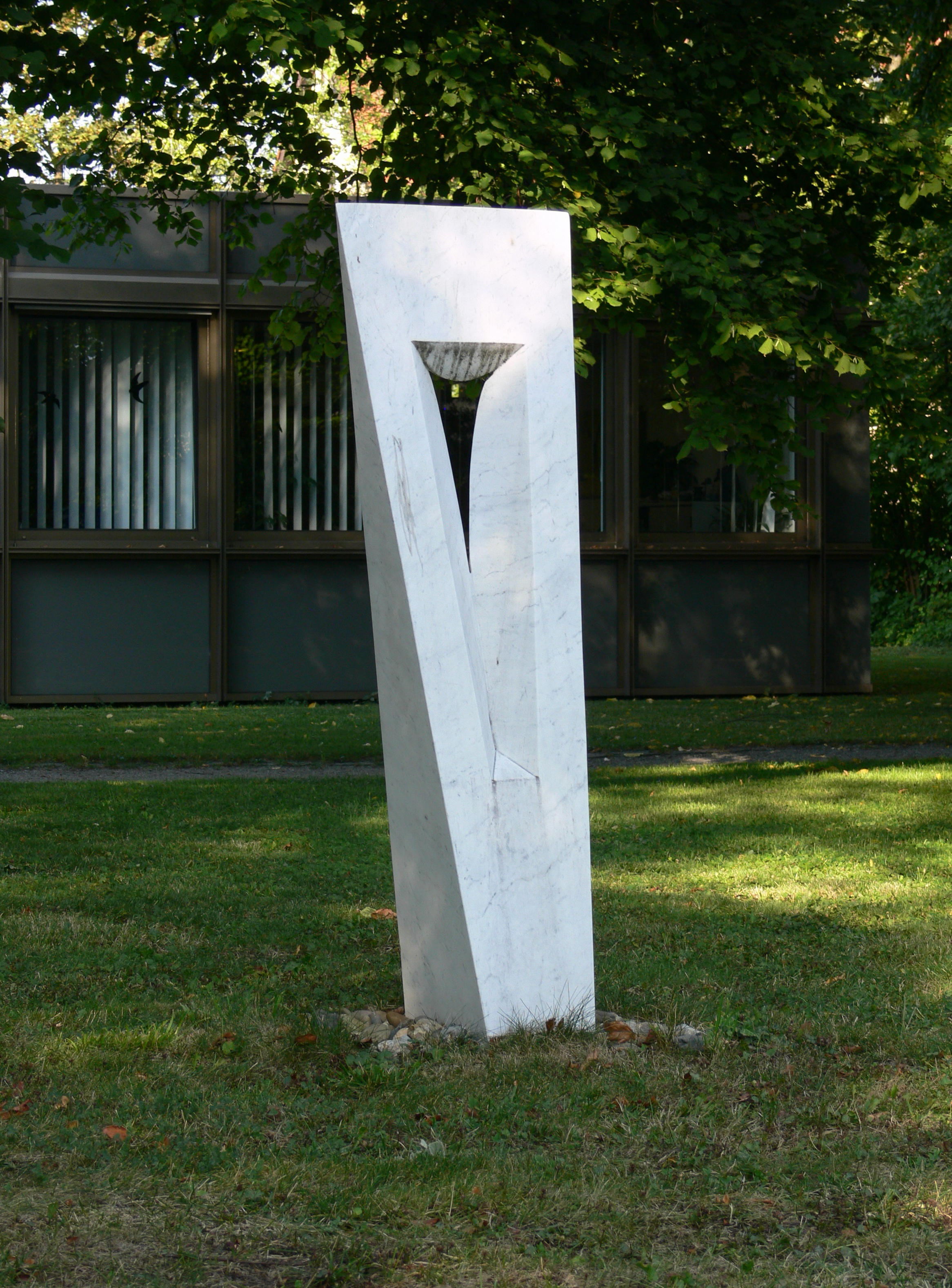
Lichtraum (2001) in Ravensburg
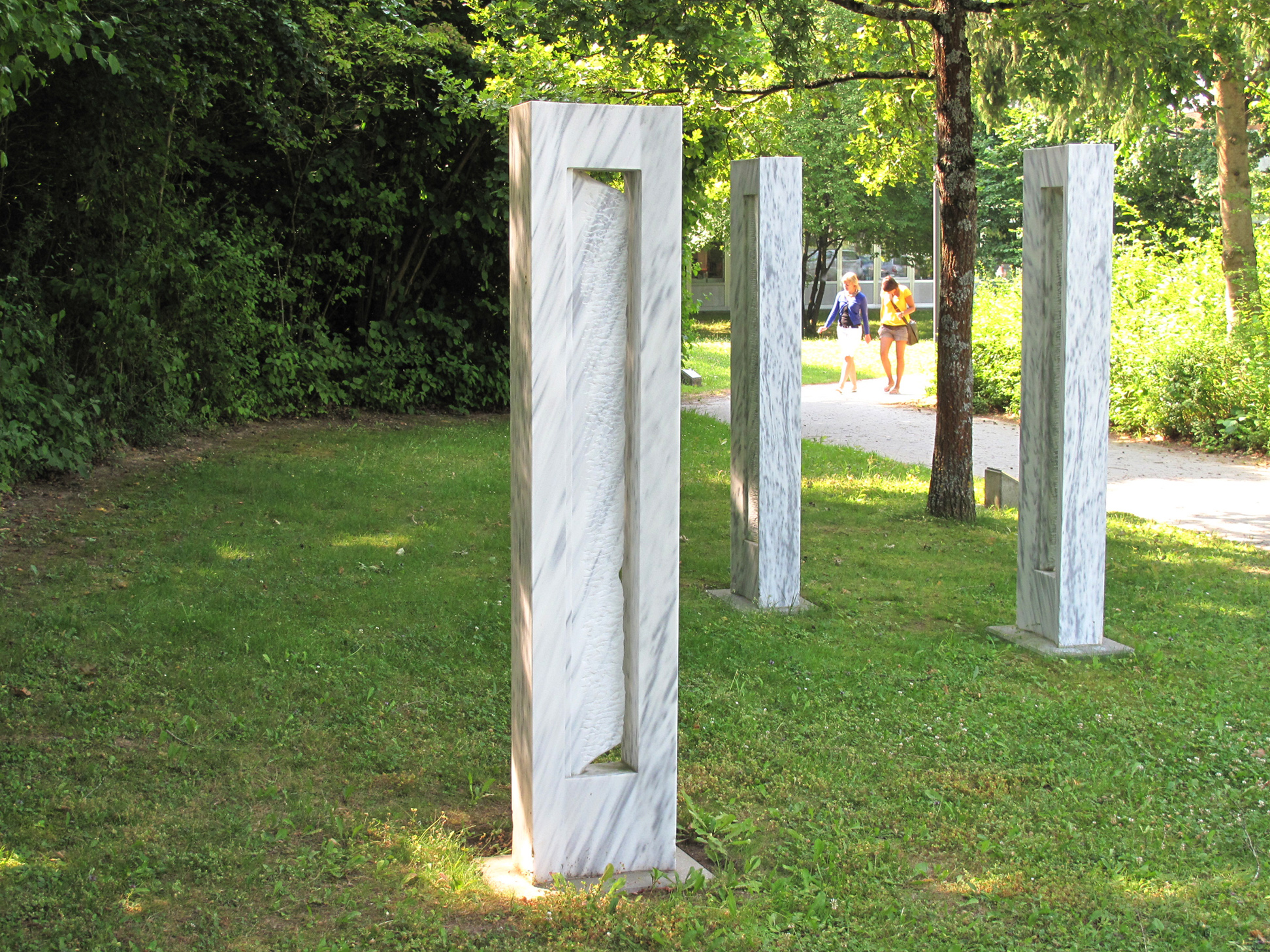
Drei Stelen (1989) in Ulm